# Лабиринты (фильм)
«Лабири́нты» (фр. Dédales) — психологический триллер 2003 года французского режиссёра и сценариста Рене Манзора. Фильм рассказывает о 25-летней психически больной девушке по имени Клод (Сильви Тестю), обвиненной в серийных убийствах.

## Сюжет
Париж потрясает серия жестоких и загадочных убийств 27 человек. На месте преступления отсутствуют трупы, а свидетельские показания разнятся и противоречат друг другу. Дело поручают расследовать детективу по имени Матиас, которого преследуют видения, связанные с обстоятельствами совершенных убийств.
Главной подозреваемой становится 25-летняя девушка Клод с расстройством множественной личности. Чтобы вынести ей обвинительный приговор, судья должен получить заключение о её вменяемости. С Клод начинает работать психиатр Бреннак, который с каждым проведенным днем с девушкой все больше погружается в запутанные лабиринты её подсознания, знакомится всё лучше с каждой её личностью — Ариадной, Дедалом, Тесеем и встречается, наконец, лицом к лицу с главным монстром — Минотавром.
Идея фильма навеяна случаями, имевшими место в реальной жизни. Человека со множественными личностями звали Билли Миллиган (1955—2014) — это один из самых известных людей с диагнозом «диссоциативное расстройство идентичности» в истории психиатрии.

## В ролях
| Актёр              | Роль             |
| ------------------ | ---------------- |
| Ламбер Вильсон     | психиатр Бреннак |
| Сильви Тестю       | Клод             |
| Фредерик Дифенталь | детектив Матиас  |